# EV Ravensburg
Der EV Ravensburg (offiziell Eissportverein Ravensburg e. V.) ist ein Eishockeyverein aus Ravensburg, dessen Anfänge auf das Jahr 1881 zurückgehen. Seit der Saison 2007/08 spielt die Profimannschaft, die Ravensburg Towerstars, in der zweiten deutschen Spielklasse, der heutigen DEL2. Ihre Heimspiele tragen die Mannschaften des EVR in der 3418 Zuschauer fassenden CHG Arena aus. Die größten Erfolge der Towerstars sind die Zweitliga-Meisterschaften 2011, 2019 und 2023. In der Saison 2010/11 erreichten die Towerstars zudem das Finale um den DEB-Pokal.

## Geschichte

EV Ravensburg

Am 24. November 1881 wurde der Eislaufverein Ravensburg gegründet. Anfangs diente ein Weiher auf dem Gelände der Maschinenfabrik Escher-Wyss als Eisplatz, ab 1925 ein Platz am Wernerhofweiher. Anfang der 1930er Jahre zog der Verein auf die Tennisplätze an der Veitsburg um, wo mit Spritzeis eine Natureisfläche erzeugt wurde. Bereits am 2. Dezember 1932 wurde dort eine erste Ravensburger Eishockeymannschaft zusammengestellt. Doch der organisatorische Aufwand und externe Probleme wie Witterungsverhältnisse machten es nicht möglich, einen auch nur ansatzweise geregelten Spiel- und Trainingsbetrieb durchzuführen. Schließlich wurde der Verein wegen fehlender Zahlungen vom Verband gesperrt.
Im Jahr 1948 begann der Vereinsbetrieb wieder auf der Natureisfläche auf der Veitsburg, bevor 1954 der Bau eines Natureisstadions am nahen St. Christinahang begonnen wurde. Dieses Stadion wurde 1958 zum ersten Kunsteisstadion in Württemberg umgebaut. Es wurde am 18. Oktober 1958 mit dem Länderspiel Deutschland gegen die Schweiz vor 7000 Zuschauern eröffnet. In der Folge konnte der Eis- und Rollschuhverein (ERV) mehrere Württembergische Meisterschaften erringen. Ab 1961 spielte der ERV in der neuen drittklassigen Gruppenliga, später Regionalliga genannt. 1967 feierte der Club die Regionalliga-Meisterschaft und den Aufstieg in die Oberliga. Ab der Oberliga-Saison 1968 nannte sich der Verein Eissportverein Ravensburg (EV).
Die Heimspiele fanden regelmäßig vor 5000 bis 7000 Zuschauer statt. In den folgenden Jahren spielte der Verein in der Oberliga und stieg in der Spielzeit 1972/73 in die neue zweithöchste deutsche Spielklasse, die 2. Bundesliga auf. Dort konnte der EV Ravensburg nicht den Klassenerhalt sichern und stieg nach einem letzten Platz nach der Hauptrunde wieder in die Oberliga ab. In der Saison 1989/90 wurde der Verein erneut Oberliga-Meister.
Trotz des großen Zuspruchs musste die Führungsebene mit der immer teurer werdenden Unterhaltung des bis dahin vereinseigenen Stadions kämpfen. Schließlich wurde das Stadion nach langwierigen Verhandlungen an die Stadt Ravensburg überführt. Mit dem Aufstieg in die 2. Bundesliga im Sommer 1973 wurde dem Verein in Aussicht gestellt, dass das Stadion am St. Christinahang überdacht oder eine neue Eissporthalle gebaut werden könne. Nach langen lokalpolitischen Diskussionen und langwieriger Lösung der Finanzierung wurde schließlich 30 Jahre später die Eissporthalle Ravensburg mit einer Kapazität von 3300 Plätzen fertiggestellt. Sie wurde am 21. Dezember 2003 mit einem Spiel gegen die EA Kempten eröffnet.
Am Ende der Saison 2006/07 konnte der EV Ravensburg nach elfjähriger Abstinenz in die 2. Bundesliga zurückkehren. Nachdem sich die Mannschaft nach der Hauptrunde auf den vierten Rang platzierte und im Play-off-Viertelfinale mit 4:1 Spielen gegen die Hannover Indians siegreich war, gewann der Klub letztlich auch das Halbfinale mit 4:0 Spielen gegen den SC Riessersee und qualifizierte sich bereits mit dem Erreichen des Finales für die 2. Bundesliga 2007/08. Nachdem das Finale mit 0:2 Spielen gegen die Heilbronner Falken verloren gegangen war, konnte der EVR mit dem Erreichen der Oberliga-Vizemeisterschaft und dem Zweitliga-Aufstieg trotzdem auf eine erfolgreiche Saison zurückblicken.

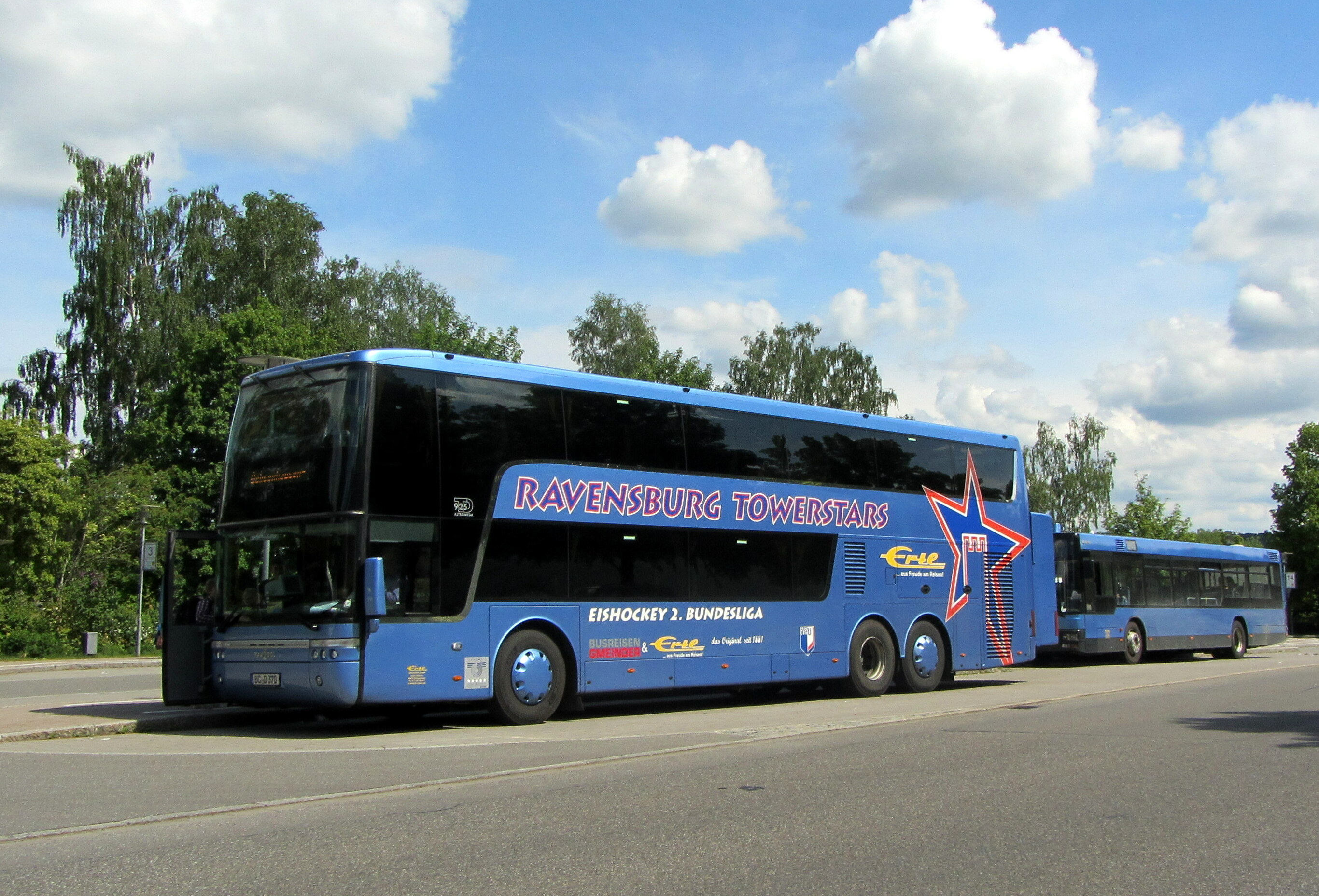
Mannschaftsbus Ravensburg Towerstars 2012

Anschließend an den sportlichen Aufstieg in die 2. Bundesliga beschloss am 25. April 2007 eine außerordentliche Mitgliederversammlung des Vereins die Ausgliederung der Profimannschaft in eine Spielbetriebs GmbH, die unter dem Namen EVR Tower Stars spielt. Die ESBG-Gesellschafteranteile wurden nicht aus dem Verein ausgelagert. In der ersten Spielzeit in der 2. Bundesliga kalkulierte die Vereinsführung mit einem Saisonetat von 1,8 Millionen Euro, damit lagen die Ravensburger knapp über dem Ligaschnitt. Letzten Endes sicherte der Klub den Klassenerhalt in den Play-downs. Dort konnten sich die Tower Stars mit vier Siegen gegen die Mannschaft des EV Landsberg 2000 durchsetzen. Trotz des Klassenerhalts erhielt Trainer Georg Holzmann keinen neuen Vertrag und wurde durch Peter Draisaitl ersetzt. Mit Peter Draisaitl avancierten die Towerstars in den folgenden Jahren zu einem Top-Team der 2. Bundesliga.
2011 feierten die Towerstars die bislang größten Erfolge der Vereinsgeschichte, als sie in das Finale des DEB-Pokals einzogen (das Spiel gegen die Starbulls Rosenheim ging mit 2:3 verloren) sowie Meister der 2. Bundesliga wurden. Die DEL lehnte die vom Verein gewünschte Teilnahme der Towerstars am Spielbetrieb 2011/12 aus finanziellen Gründen und aufgrund eines nicht ausreichenden Stadions ab. Die Towerstars blieben trotz des Verbleibs in der zweiten Spielklasse ambitioniert und erreichten unter den Trainern Uli Liebsch, Petri Kujala und Daniel Naud mehrfach den Einzug in das Playoff-Halbfinale.
In der Saison 2016/17 durchliefen die Towerstars zu Beginn der Hauptrunde eine schwierige Phase, im Oktober 2016 reagierte die Clubführung mit der Beurlaubung von Trainer Daniel Naud. Er wurde abgelöst von Toni Krinner, der nach einer Krebsbehandlung eine neue Herausforderung suchte und akribisch am Aufschwung seines Teams arbeitete. Zwar blieb der Saisonverlauf durchwachsen, immerhin konnten aber die Playdowns vermieden werden. Krinner verstarb wenig später an den Folgen seiner Krebserkrankung.

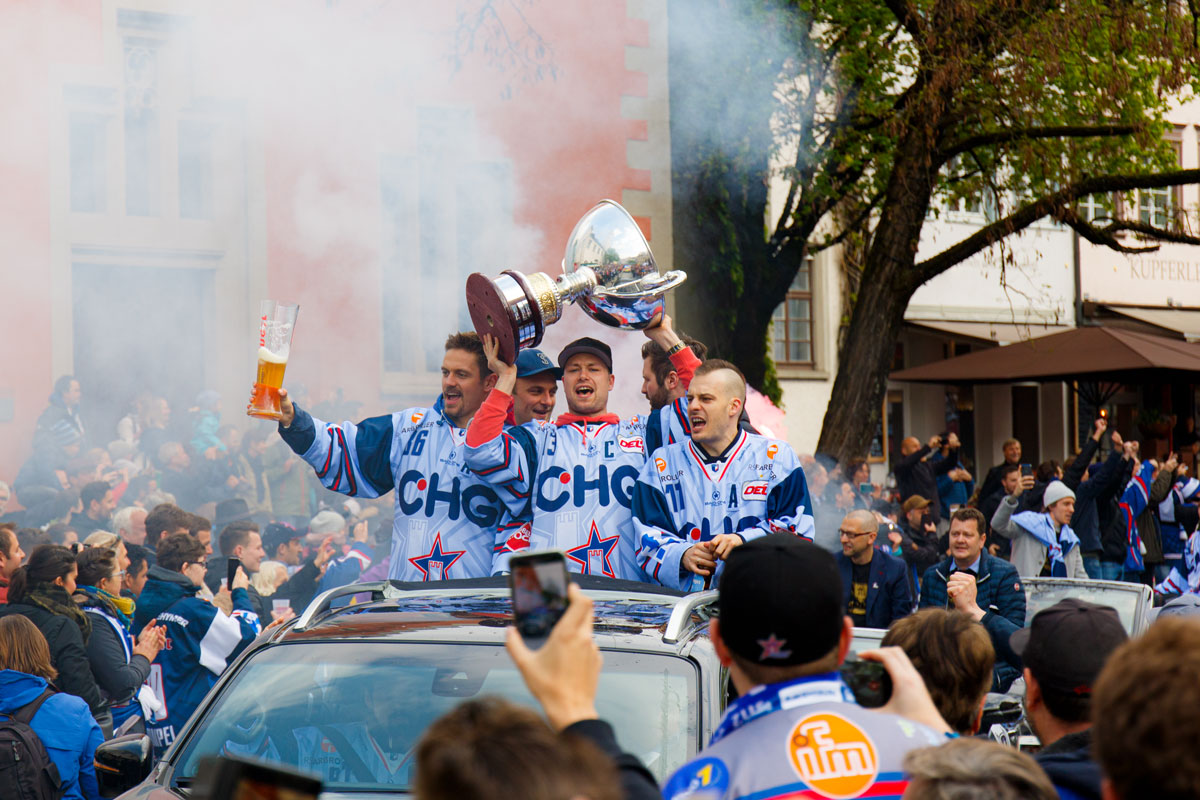
Ankunft der Mannschaft auf dem Marienplatz zur Meisterfeier 2019

In der Saison 2018/19 gewannen die Towerstars erstmals die Meisterschaft der DEL2, als sie die Löwen Frankfurt in der Playoff-Finalserie mit 4:2 schlugen.

### Erfolge
| - Deutscher Zweitliga-Meister 2011, 2019, 2023 - Aufstieg in die 1. Eishockey-Liga 1996 - Aufstieg in die 2. Bundesliga 1991, 2007 - Aufstieg in die Oberliga (2. Liga) 1967 - Deutscher Oberliga-Vizemeister 1991, 2007 - Deutscher Regionalliga-Meister (3. Liga) 1967 - Deutscher Oberliga-Meister 1990 | - Vizemeister 2. Liga Süd 1996 - Meister Regionalliga Süd (3. Liga) 1967 - Meister Regionalliga Süd/West (3. Liga) 1966 - Aufstieg in die Oberliga 2002 - Vizemeister Regionalliga Süd 2001, 2002 - Meister Regionalliga Süd–West 1999 |

## Mannschaft

### Kader der Saison 2024/25
Stand: 29. Juni 2025
| Nr. | Nat.               | Spieler               | Pos. | Geburtsdatum       | im Team seit | Geburtsort                          |
| --- | ------------------ | --------------------- | ---- | ------------------ | ------------ | ----------------------------------- |
| 43  |                    | Ilya Sharipov         | G    | 13. Februar 1995   | 2023         | Kasan, Russland                     |
| 91  | Deutschland        | Julian Eichinger – A  | D    | 7. Mai 1991        | 2021         | Füssen, Deutschland                 |
| 41  | Deutschland        | Lukas Jung            | D    | 11. September 2004 | 2024         | Hamburg, Deutschland                |
| 25  | Deutschland        | Philipp Mass          | D    | 30. September 2000 | 2024         | Heidelberg, Deutschland             |
| 93  | Deutschland        | Simon Sezemsky        | D    | 28. Juni 1993      | 2024         | München, Deutschland                |
| 77  | Vereinigte Staaten | Robbie Czarnik        | C    | 25. Januar 1990    | 2020         | Detroit, Michigan, USA              |
|     | Deutschland        | Anselm Gerg           | F    | 23. August 2004    | 2025         | Garmisch-Partenkirchen, Deutschland |
| 19  | Schweden           | Erik Jinesjö Karlsson | C    | 28. Juli 1994      | 2024         | Lerum, Schweden                     |
|     | Deutschland        | Nikita Kessler        | F    | 13. Januar 2007    | 2025         | Weingarten, Deutschland             |
| 14  |                    | Nick Latta            | RW   | 5. Oktober 1993    | 2022         | Schongau, Deutschland               |
|     |                    | Matěj Mrázek          | LW   | 14. Mai 2000       | 2025         | Neratovice, Tschechien              |
|     | Deutschland        | Thomas Reichel        | C    | 21. April 1999     | 2025         | Nürnberg, Deutschland               |
|     | Deutschland        | Marvin Schmid         | F    | 9. Januar 1999     | 2025         | Memmingen, Deutschland              |
|     | Kanada             | Alex-Olivier Voyer    | RW   | 10. April 1999     | 2025         | Sherbrooke, Québec, Kanada          |

Trainerstab
| Tätigkeit |        | Name             | Geburtsdatum | im Team seit | Geburtsort       |
| --------- | ------ | ---------------- | ------------ | ------------ | ---------------- |
| Trainer   | Ungarn | Gergely Majoross | 19. Mai 1979 | 2023         | Budapest, Ungarn |

### Teilnahmen von Spielern am ESBG All-Star Game

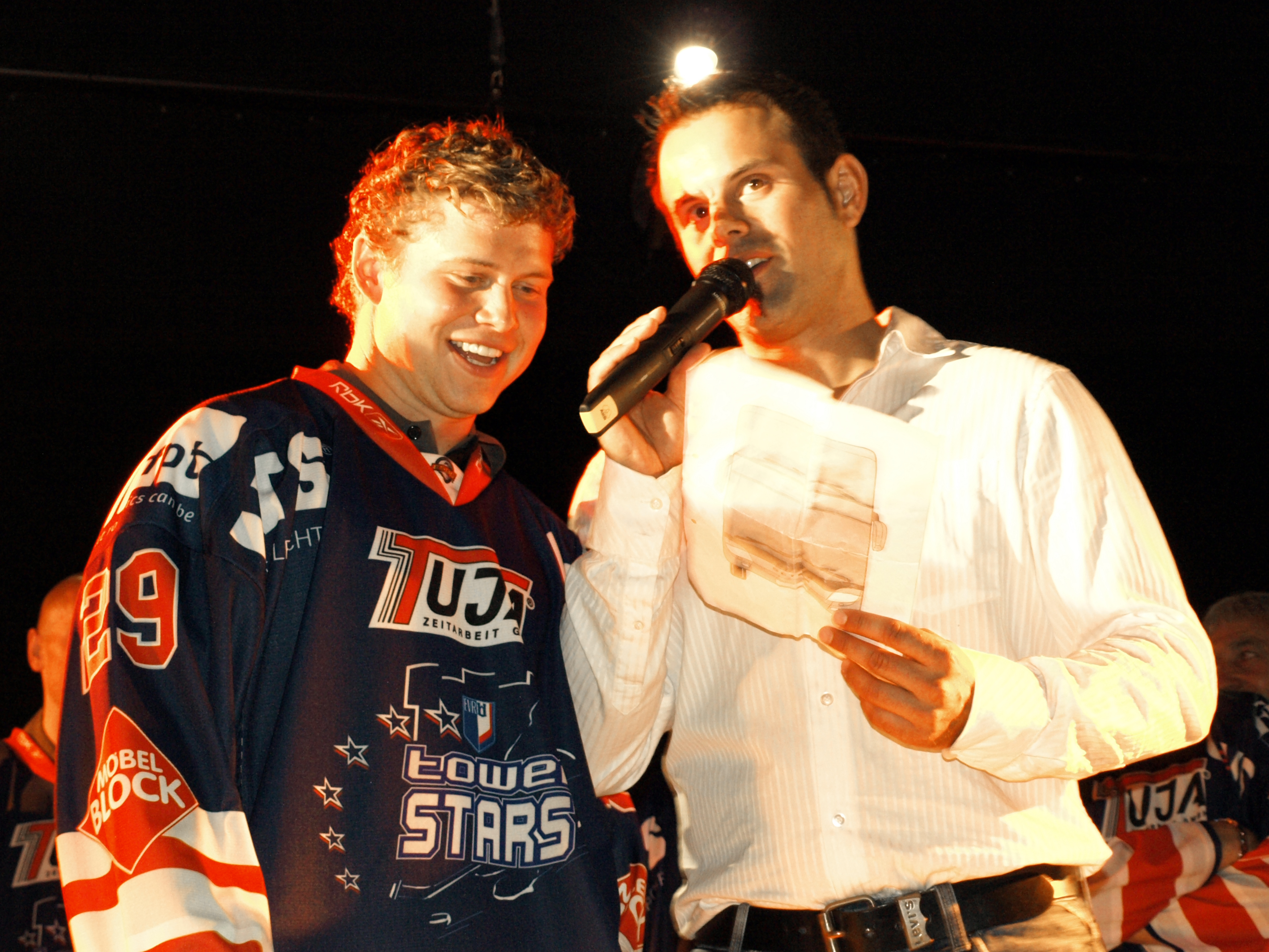
Ben Thomson (li.) wurde 2008 für das ESBG-Allstar-Game nominiert

Das ESBG-Allstar-Game fand 2006, 2007 und 2008 statt und vereinte die besten Spieler der 2. Bundes- und Oberliga.
| Teilnahmen am All-Star-Game während der Teamzugehörigkeit | Teilnahmen am All-Star-Game während der Teamzugehörigkeit | Teilnahmen am All-Star-Game während der Teamzugehörigkeit | Teilnahmen am All-Star-Game während der Teamzugehörigkeit | Teilnahmen am All-Star-Game während der Teamzugehörigkeit |
| --------------------------------------------------------- | --------------------------------------------------------- | --------------------------------------------------------- | --------------------------------------------------------- | --------------------------------------------------------- |
| Name                                                      | Position                                                  | Teilnahme(n)                                              | Team                                                      |                                                           |
| Markus Schütz                                             | Stürmer                                                   | 2006, 2007                                                | Team Schwarz-Rot-Gold                                     |                                                           |
| Mike Dolezal                                              | Stürmer                                                   | 2007                                                      | Team Schwarz-Rot-Gold                                     |                                                           |
| Peter Campbell                                            | Stürmer                                                   | 2007                                                      | Team United Nations                                       |                                                           |
| Robert Brezina                                            | Stürmer                                                   | 2008                                                      | Team Schwarz-Rot-Gold                                     |                                                           |
| Ben Thomson                                               | Stürmer                                                   | 2008                                                      | Team United Nations                                       |                                                           |

### Gesperrte Trikotnummern
- #22  Jan Piecko (1986–1998)
- #29  Ben Thomson (2007–2012)
- #55  Stephan Vogt (2005–2019)

### Bekannte (ehemalige) Spieler
| - Leonardo Conti (2007–2008, Tor) Ehemaliger deutscher Nationalspieler, nahm an der Weltmeisterschaft 2001 teil. Über 200 DEL-Spiele, für die Augsburger Panther, die Kassel Huskies, die Frankfurt Lions, den ERC Ingolstadt und für die Iserlohn Roosters. Erreichte das DEL Play-off-Halbfinale 2000 mit den Kassel Huskies. - Petri Kujala (2006–2008, Sturm) Über 100 DEL-Spiele für die Berlin Capitals, die Moskitos Essen und für die Füchse Duisburg, mit denen er 2005 in die DEL aufstieg. Absolvierte zwischen den Jahren 2006 und 2008 insgesamt 92 Spiele für den EVR und erzielte dabei 53 Scorerpunkte. Kujala beendete im Sommer 2008 seine Karriere und ist Trainer der Junioren des EV Ravensburg, die in der Saison 2009/2010 in die Bundesliga-Süd aufstiegen. | - Ron Newhook (2005–2008, Sturm) Erzielte in 151 Spielen für den EV Ravensburg 223 Scorerpunkte. War darüber hinaus zuvor für den ESV Kaufbeuren und den EHC München aktiv. Zurzeit steht er im Kader des ERC Sonthofen. - Jan Piecko (1986–1998, Sturm) Erzielte für den EV Ravensburg über 700 Tore. 1973–1985 polnischer Nationalspieler. 2001 in Ravensburg zum „Sportler des Jahrhunderts“ gewählt. |

### Meisterkader

#### Meister der 2. Bundesliga 2011
| Torhüter: Mathias Lange, Josef Mayer, Christian Rohde Verteidiger: Markus Busch, Markus Gleich, Raphael Kapzan, Matt Kinch, Sebastian Schwarz, Lukas Slavetinsky, Michal Vasicek Angreifer: Peter Boon, Tobias Bräuner, Frédérik Cabana, Marko Friedrich, Tom-Patric Kimmel, Alex Leavitt, Brian Maloney, Marco Miller, Christopher Oravec, Thomas Pielmeier, Max Schmidle, Ben Thomson, Stephan Vogt Trainerstab: Peter Draisaitl, Alexander Jäger |

#### Meister der DEL2 2019
| Torhüter: Michael Boehm, Jonas Langmann Verteidiger: Paweł Dronia, Kilian Keller, Martin Kokes, Maximilian Kolb, Ondrej Pozivil, Sören Sturm, Thomas Supis Angreifer: Tim Brunnhuber, Robbie Czarnik, Andreas Driendl, Olivier Hinse, Robin Just, Julian Kornelli, Vincenz Mayer, Thomas Merl, Daniel Pfaffengut, Calvin Pokorny, Mathieu Pompei, Daniel Schwamberger, Jakub Svoboda, Stephan Vogt, David Zucker Trainerstab: Rich Chernomaz, Christopher Oravec |

#### Meister der DEL2 2023
| Torhüter: Jonas Langmann, Jonas Stettmer Verteidiger: Paweł Dronia, Julian Eichinger, Oliver Granz, Florin Ketterer, Denis Pfaffengut, Tim Sezemsky Angreifer: Luigi Calce, Robbie Czarnik, Fabian Dietz, Marvin Drothen, Robin Drothen, Marvin Feigl, Tim Gorgenländer, Maximilian Hadraschek, Sam Herr, Vincent Hessler, Nick Latta, Louis Latta, Josh MacDonald, Charlie Sarault, Daniel Schwaiger Trainer: Peter Russell |

## Trainer
- Gergely Majoross (seit Mai 2023)
- Peter Russell (Jan.–Apr. 2023)
- Tim Kehler (2022–2023)
- Peter Russell (2021–2022)
- Rich Chernomaz (Nov. 2019–Feb. 2021)
- Tomek Valtonen (Mai–Nov. 2019)
- Rich Chernomaz (Feb.–Apr. 2019)
- Jiří Ehrenberger (2017–2019)
- Anton Krinner (2016–2017)
- Daniel Naud (2014–2016)
- Petri Kujala (2012–2014)
- Uli Liebsch (2011–2012)
- Peter Draisaitl (2008–2011)
- Georg Holzmann (2006–2008)
- Gerhard Brunner (2005–2006)
- Jiří Neubauer (2003–2005)
- Jan Piecko (2002–2003)
- James Fiesel (2000–2002)
- James Fiesel (1998–1999)
- Werner Lutz (1995–1996)
- James Fiesel (Spielertrainer) (1994–1995)
- Tibor Vozar (1990–1992)

## Der Stammverein
Die Amateurmannschaft trat in der viertklassigen Regionalliga Süd-West an. Für den Verein spielen darüber hinaus sechs verschiedene Jugendmannschaften. Die Frauenmannschaft nimmt an der Landesliga Baden-Württemberg teil. Seit der Saison 2022/23 nimmt die Amateurmannschaft am Spielbetrieb des Bayerischen Eissport-Verbandes (BEV) teil und tritt 2024/25 in der Bayerischen Landesliga an.
Dazu existiert unter dem Dach des EV Ravensburg die Senioren-Mannschaft Oldstars, die es seit über 40 Jahren gibt. 2012 wurde der „Internationale-Oldstar-Cup“ zum 30. Mal ausgetragen.

## Spielstätte

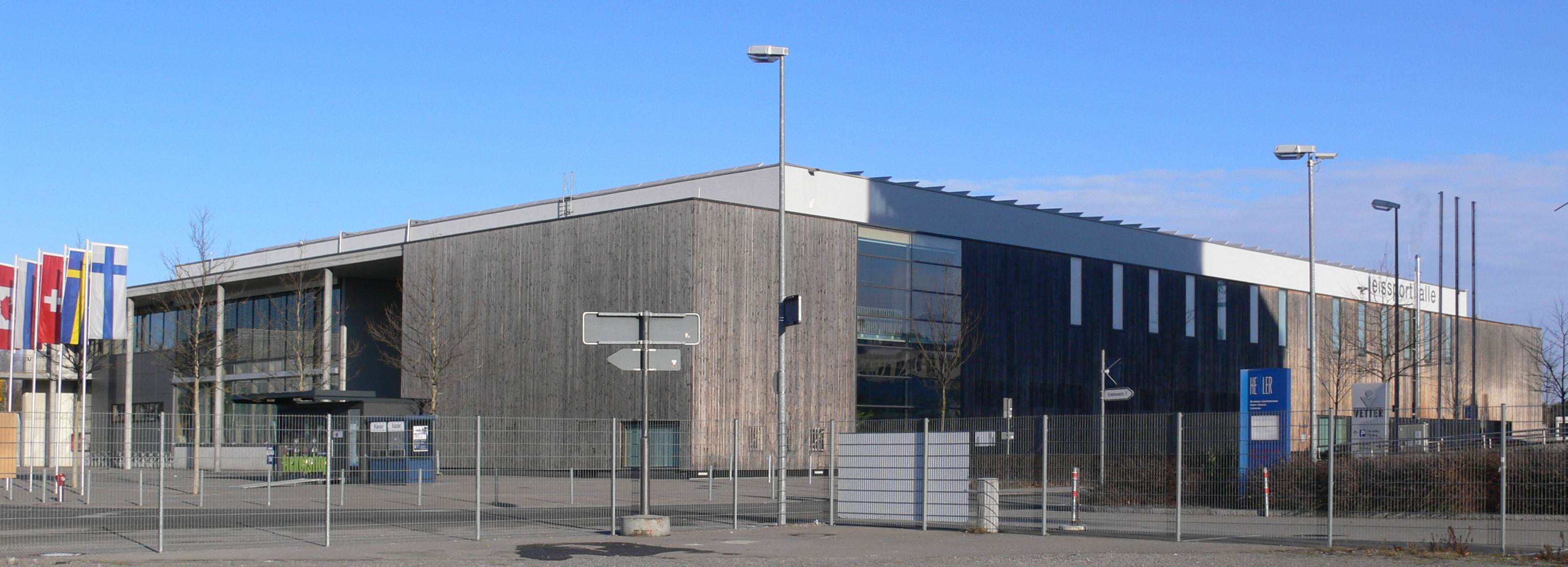
Eissporthalle Ravensburg

Die Mannschaften des EV Ravensburg spielen in der im Jahr 2003 neu eröffneten Eissporthalle Ravensburg. Die Halle bietet Platz für 3418 Zuschauer (1168 Sitzplätze). Als Technik für die Kühlung wird ein neues Verfahren benutzt: statt wie bisher durch Ammoniak wird die Eisfläche durch CO2-Gas gekühlt, das durch ein 22 Kilometer langes Rohrsystem unter dem Eis fließt. Die Eishalle wird von den Technischen Werken Schussental für die Stadt Ravensburg betrieben und ist neben ihrer Nutzung als Eishockeystandort auch Heimspielstätte des Eiskunstlaufvereins ESC Ravensburg.